# Church Whitfield
Church Whitfield – wieś w Anglii, w hrabstwie Kent, w dystrykcie Dover. Leży 17 km na wschód od miasta Canterbury i 105 km na wschód od centrum Londynu. Miejscowość liczy 1303 mieszkańców.